# Bayfield County
Das Bayfield County ist ein County im US-amerikanischen Bundesstaat Wisconsin. Im Jahr 2020 hatte das County 16.220 Einwohner und eine Bevölkerungsdichte von 4,2 Einwohnern pro Quadratkilometer. Der Sitz der Verwaltung (County Seat) ist Washburn.

## Geschichte
Das Bayfield County entstand am 1. Mai 1866 durch Umbenennung des LaPointe County.

## Geografie
Das County liegt im Norden Wisconsins am Südufer des Oberen Sees, dem größten der fünf Großen Seen. Es hat eine Gesamtfläche von 5288 Quadratkilometern, die sich auf 3823 Quadratkilometer Land- und 1464 Quadratkilometer (27,69 Prozent) Wasserfläche verteilen. Das Bayfield County grenzt an folgende Nachbarcountys:
|                | Lake County (Minnesota)1 |                 |
| Douglas County |                          | Ashland County  |
|                | Sawyer County            | Washburn County |

1 – Seegrenze im Oberen See

## Bevölkerung
Nach der Volkszählung im Jahr 2010 lebten im Bayfield County 15.014 Menschen in 6852 Haushalten. Die Bevölkerungsdichte betrug 3,9 Einwohner pro Quadratkilometer. In den 6852 Haushalten lebten statistisch je 2,18 Personen.
Ethnisch betrachtet setzte sich die Bevölkerung zusammen aus 86,4 Prozent Weißen, 0,5 Prozent Afroamerikanern, 10,2 Prozent amerikanischen Ureinwohnern, 0,3 Prozent Asiaten sowie aus anderen ethnischen Gruppen; 2,7 Prozent stammten von zwei oder mehr Ethnien ab. Unabhängig von der ethnischen Zugehörigkeit waren 1,3 Prozent der Bevölkerung spanischer oder lateinamerikanischer Abstammung.
18,5 Prozent der Bevölkerung waren unter 18 Jahre alt, 59,2 Prozent waren zwischen 18 und 64 und 22,3 Prozent waren 65 Jahre oder älter. 48,9 Prozent der Bevölkerung war weiblich.

Das jährliche Durchschnittseinkommen eines Haushalts lag bei 44.190 USD. Das Pro-Kopf-Einkommen betrug 24.502 USD. 13,3 Prozent der Einwohner lebten unterhalb der Armutsgrenze.

## Ortschaften im Bayfield County
| Citys - Ashland1 - Bayfield - Washburn | Village - Mason |

Census-designated places (CDP)
| - Cable - Cornucopia - Drummond - Grand View | - Herbster - Iron River - Port Wing |

Andere Unincorporated Communities
| - Ashland Junction - Bark Point - Barksdale - Benoit - Delta - Ino | - Lake Owen - Leonards - Moquah - Muskeg - Namekagon - Oulu | - Pike River - Pureair - Radspur - Red Cliff - Salmo - Sand Bay | - Sioux - Sutherland - Topside - Wills |

1 – überwiegend im Ashland County

## Gliederung
Das Bayfield County ist neben den vier inkorporierten Kommunen in 25 Towns eingeteilt:
| Town              | Einwohner (2010) | FIPS     |
| ----------------- | ---------------- | -------- |
| Town of Barksdale | 723              | 55-04725 |
| Town of Barnes    | 769              | 55-04750 |
| Town of Bayfield  | 680              | 55-05375 |
| Town of Bayview   | 487              | 55-05475 |
| Town of Bell      | 263              | 55-06200 |
| Town of Cable     | 825              | 55-11675 |
| Town of Clover    | 223              | 55-15750 |
| Town of Delta     | 273              | 55-19662 |
| Town of Drummond  | 463              | 55-20887 |

| Town               | Einwohner (2010) | FIPS     |
| ------------------ | ---------------- | -------- |
| Town of Eileen     | 681              | 55-22925 |
| Town of Grandview  | 468              | 55-30175 |
| Town of Hughes     | 383              | 55-36300 |
| Town of Iron River | 1123             | 55-37200 |
| Town of Kelly      | 463              | 55-39025 |
| Town of Keystone   | 378              | 55-39425 |
| Town of Lincoln    | 287              | 55-44275 |
| Town of Mason      | 315              | 55-49925 |
| Town of Namakagon  | 246              | 55-55375 |

| Town              | Einwohner (2010) | FIPS     |
| ----------------- | ---------------- | -------- |
| Town of Orienta   | 122              | 55-60275 |
| Town of Oulu      | 527              | 55-60775 |
| Town of Pilsen    | 210              | 55-62700 |
| Town of Port Wing | 368              | 55-64512 |
| Town of Russell   | 1279             | 55-70300 |
| Town of Tripp     | 231              | 55-80750 |
| Town of Washburn  | 530              | 55-83550 |